# 일본의 행정기관
일본의 행정기관은 일본의 국가 행정 사무를 담당하는 행정기관을 말한다. 주로 내각 하의 행정기관을 말한다. 지방공공단체(지방자치단체)와 대비해 중앙정부, 중앙관청, 중앙성청이나 성청 등으로 불리기도 한다.
일반적으로 국가행정조직법에서 “나라의 행정기관”이라고 규정한 성(省)과 그 외국(外局:위원회나 청) 및 내각부설치법에서 규정하는 내각부와 그 외국(外局)을 가리킨다. 내각부는 내각기능의 강화로 인해 다른 성보다 높은 지위에 있는 행정기관으로 간주된다.
또는 내각총리대신이 장이 되는 내각부, 부흥청과 국무대신이 장이 되는 총무성, 법무성, 외무성, 재무성, 문부과학성, 후생노동성, 농림수산성, 경제산업성, 국토교통성, 환경성, 방위성, 국가공안위원회 (경찰청)의 1부 11성 2청을 지칭하기도 한다.
행정기관 중 각성의 장은 각기 각성대신(各省大臣)이라는 하며, 각성대신은 내각법에서의 '주임대신'으로 각기 행정사무를 분담관리한다.(국가행정조직법 5조 1항) 각성대신은 국무대신 중에서 내각총리대신이 임명하거나 내각총리대신 스스로 그 직을 맡는다.(동조 3항) 그밖에 위원회의 장은 '위원장'이고, 청의 장은 '장관'으로 한다.(동법 6조)
또한 일본의 행정기관은 원칙적으로 내각에 속해 있지만, 회계검사원은 내각에 속하지 않는 유일한 행정기관이다.

## 중앙성청
아래는 2020년 1월 13일 현재 중앙성청의 일람이다. 2001년 1월 6일의 중앙 성청 개편으로 바뀐 조직을 근간으로 한다. 굵은 글씨는 국무대신을 장으로 하는 행정기관이다. 치안 유지는 경찰이 담당하며, 중앙에는 국가공안위원회와 경찰청이 있다.
| 성청명 | 비고 |
| --- | --- |
| 내각관방 | |
| 내각법제국 | |
| 안전보장회의 | |
| 인사원 | |
| 내각부 - 궁내청 - 공정거래위원회 - 국가공안위원회 - 경찰청 - 금융청 - 소비자청 - 개인정보보호위원회 - 카지노관리위원회 | - 내각부의 외국은 아니지만, “내각부에 놓이는 것으로 한다”(내각부설치법 제48조). - 2003년 4월 9일, 총무성의 외국에서 내각부의 외국으로 전환. 내각총리대신의 관할에 속함. - 내각총리대신의 관할에 설치되어 경찰청을 관리하는, 내각부의 외국. 위원장은 국무대신. - 국가공안위원회에 놓인 특별기관. - 내각부의 외국. 기관장은 장관이나 상직으로 특명담당대신(국무대신)이 있다. - 내각부의 외국. 기관장은 장관이나 상직으로 특명담당대신(국무대신)이 있다. - 내각총리대신의 관할에 속하는 내각부의 외국. - 내각총리대신의 관할에 속하는 내각부의 외국. |
| 총무성 - 공해등조정위원회 - 소방청                                                                                     | - 총무성의 외국. - 총무성의 외국. |
| 법무성 - 검찰청 - 출입국재류관리청 - 공안심사위원회 - 공안조사청                                                       | - 법무성에 놓인 특별기관. - 법무성의 외국. - 법무성의 외국. - 법무성의 외국. |
| 외무성 - 재외공관 | - 외무성에 놓인 특별기관. |
| 재무성 - 국세청 | - 재무성의 외국. |
| 문부과학성 - 문화청 - 스포츠청                                                                                         | - 문부과학성의 외국. - 문부과학성의 외국. |
| 후생노동성 - 중앙노동위원회                                                                                            | - 후생노동성의 외국. |
| 농림수산성 - 임야청 - 수산청                                                                                           | - 농림수산성의 외국. - 농림수산성의 외국. |
| 경제산업성 - 자원에너지청 - 특허청 - 중소기업청                                                                        | - 경제산업성의 외국. - 경제산업성의 외국. - 경제산업성의 외국. |
| 국토교통성 - 관광청 - 기상청 - 운수안전위원회 - 해상보안청                                                             | - 국토교통성의 외국. - 국토교통성의 외국. - 국토교통성의 외국. - 국토교통성의 외국. |
| 환경성 - 원자력규제위원회                                                                                              | - 환경성의 외국. |
| 방위성 - 방위회의 - 방위장비청                                                                                         | - 방위성에 놓인 특별기관. 방위대신이 의장을 맡는다. - 방위성의 외국. |
| 부흥청 | |

## 중앙성청 개편 이후 폐지, 신설된 외국(外局)

### 폐지된 외국
- 우정사업청 (총무성) - 2003년 4월 1일, 우정사업청이 폐지되고 현업과 현업 관리 부문은 특수법인인 일본우정공사로 변경되었다. 우정 업무의 기획이나 입안 기능은 총무성의 우정행정국으로 이관되었다. 일본우정공사는 〈우정민영화법〉 등에 의해 2007년 10월 1일에 부문마다 분할하여 주식회사화하는 것이 예정되어 있다.
- 식량청 (농림수산성) - 2003년 7월 1일 폐지. 그 기능은 본성의 종합식료국으로 통합되었다.
- 방위시설청 (방위성) - 2007년 9월 1일 폐지. 그 기능은 본성의 장비시설본부와 지방방위국으로 이관되었다. 추후에 장비시설본부는 기술연구본부와 통폐합되어 방위장비청이 된다.
- 선원노동위원회 (국토교통성) - 2008년 10월 1일 폐지. 집단분쟁 조정사무에 대해서는 후생노동성의 중앙노동위원회와 도도부현에 두는 행정위원회인 도도부현 노동위원회로 이관되었다. 또한 정책자문에 대한 업무는 본성의 교통정책심의회 및 지방교통심의회로 이관되었다.
- 해난심판청 (국토교통성) - 2008년 10월 1일 폐지. 징계 업무에 대해서는 본성에 신설된 특별기관인 해난심판소에, 사고원인 규명사무에 대해서는 마찬가지로 신설된 외국(外局)인 운수안전위원회에 각각 이관되었다.

### 신설된 외국
- 운수안전위원회 (국토교통성) - 2008년 10월 1일 신설. 본성의 항공·철도사고조사위원회와 해난심판청이 통폐합.
- 관광청 (국토교통성) - 2008년 10월 1일 신설. 국토교통성대신관방종합관광정책심의관을 폐지하고 신설된 것.
- 소비자청 (내각부) - 2009년 9월 1일 신설. 내각부의 국민생활국이 승격.
- 원자력규제위원회 (환경성) - 2012년 9월 19일 신설. 자원에너지청의 특별기관이던 원자력안전·보안원이 승격.
- 스포츠청 (문부과학성) - 2015년 10월 1일 신설. 본성의 스포츠·청소년국이 승격.
- 방위장비청 (방위성) - 2015년 10월 1일 신설. 본성의 장비시설본부와 기술연구본부가 통폐합.
- 출입국재류관리청 (법무성) - 2019년 4월 1일 신설. 본성의 입국관리국이 승격.
- 카지노관리위원회 (내각부) - 2020년 1월 7일 신설.

### 조직이 변경된 기관
- 사법시험관리위원회 (법무성) - 2004년 1월 1일부로 사법시험위원회로 변경되었다. 본성의 심의회급 기관으로 격하.
- 사회보험청 (후생노동성) - 2010년 1월 1일부로 새로운 특수법인 형태의 일본연금기구가 발족했다.

## 같이 보기
- 일본의 국가기관
- 일본의 정치
- 가스미가세키